# Blenina angulipennis
Blenina angulipennis is een vlinder uit de familie van de visstaartjes (Nolidae). De wetenschappelijke naam van de soort is voor het eerst geldig gepubliceerd in 1882 door Moore als Amrella angulipennis